# 垂水駅
垂水駅（たるみえき）は、兵庫県神戸市垂水区神田町にある西日本旅客鉄道（JR西日本）の駅である。本項では、垂水駅に近接する山陽電気鉄道の山陽垂水駅（さんようたるみえき）についても併せて解説する。

## 概要
JR西日本の垂水駅には、山陽本線が乗り入れており、駅番号はJR-A70が割り当てられている。運転系統上はJR神戸線と呼称されている。
山陽垂水駅には、山陽電気鉄道本線が乗り入れており、駅番号はSY 11が割り当てられている。全営業列車が停車する。
山陽垂水駅から見てJR西日本の垂水駅はすぐ北に隣接しており、乗り換えが可能となっている。JRおでかけネットに接続交通機関として当駅が掲載されている。

## 歴史

### 年表 (国鉄→JR西日本)
- 1888年（明治21年）11月1日：山陽鉄道の兵庫駅 - 明石駅間の開通と同時に、垂水駅として開業[1][4]。旅客・貨物の取り扱いを開始[4]。
- 1889年（明治22年）
  - 7月9日：火災により焼失[5]。
  - 9月1日：舞子駅に改称[1][4]。
- 1899年（明治32年）4月1日：再び垂水駅に改称[1][4]。
- 1906年（明治39年）12月1日：山陽鉄道の国有化[4]により官設鉄道の駅となる。
- 1909年（明治42年）10月12日：線路名称制定。山陽本線の所属となる。
- 1934年（昭和9年）9月20日：当駅を含む須磨駅 - 明石駅間で電気運転を開始し、当駅にも電車が停車するようになる。
- 1959年（昭和34年）10月1日：貨物の取り扱いを廃止[4]。
- 1965年（昭和40年）3月28日：高架駅化[1]。
- 1972年（昭和47年）3月15日：快速の停車駅となる。
- 1986年（昭和61年）11月1日：（新聞紙を除く）荷物扱いを廃止[4]。
- 1987年（昭和62年）4月1日：国鉄分割民営化により、西日本旅客鉄道（JR西日本）の駅となる[4]。
- 1988年（昭和63年）3月13日：路線愛称の制定により、「JR神戸線」の愛称を使用開始。
- 1995年（平成7年）
  - 1月17日：阪神・淡路大震災により営業休止。
  - 1月23日：須磨駅 - 西明石駅間の復旧により、営業再開。
- 1997年（平成9年）
  - 3月8日：JR神戸線標準接近メロディ「さざなみ」導入[6]。
  - 11月15日：自動改札機を設置し、供用開始[7]。
- 2002年（平成14年）7月29日：JR京都・神戸線運行管理システム導入[8]。
- 2003年（平成15年）11月1日：ICカード「ICOCA」の利用が可能となる。
- 2005年（平成17年）3月17日：ビエント垂水口（現在のプリコ垂水口）開設。
- 2007年（平成19年）3月18日：駅自動放送を更新。
- 2015年（平成27年）3月12日：入線警告音の見直しに伴い、接近メロディをJR神戸線標準接近メロディ「さざなみ」の音質見直し版に再び変更する[9]。
- 2018年（平成30年）3月17日：駅ナンバリングが導入される[10]。
- 2023年（令和5年）9月6日：東口のみどりの券売機を撤去[11]。

### 年表 (山陽電気鉄道)
- 1917年（大正6年）4月12日：兵庫電気軌道の塩屋（現・山陽塩屋） - 明石（初代）間延伸時に、垂水駅として開業[2][12]。
- 1927年（昭和2年）4月1日：宇治川電気により合併され、同社の駅となる。
- 1929年（昭和4年）8月3日：東に100 m移転、副本線設置[2][12]。
- 1933年（昭和8年）6月6日：宇治川電気の鉄道部門が分離され、山陽電気鉄道の駅となる。
- 1943年（昭和18年）11月20日：電鉄垂水駅に改称[2][12]。
- 1967年（昭和42年）8月11日：高架化[2][12]。
- 1968年（昭和43年）4月7日：特急停車駅となる（神戸高速鉄道東西線開業）。
- 1991年（平成3年）4月7日：山陽垂水駅に改称[2][12]。
- 1995年（平成7年）
  - 1月17日：阪神・淡路大震災で山陽電鉄本線が不通となり、当駅も一時営業中止[13]。
  - 1月30日：滝の茶屋 - 霞ヶ丘間運転再開を以って当駅の営業再開[14]。
- 2003年（平成15年）1月20日：東口を新設[12]。

## 駅構造

### JR西日本

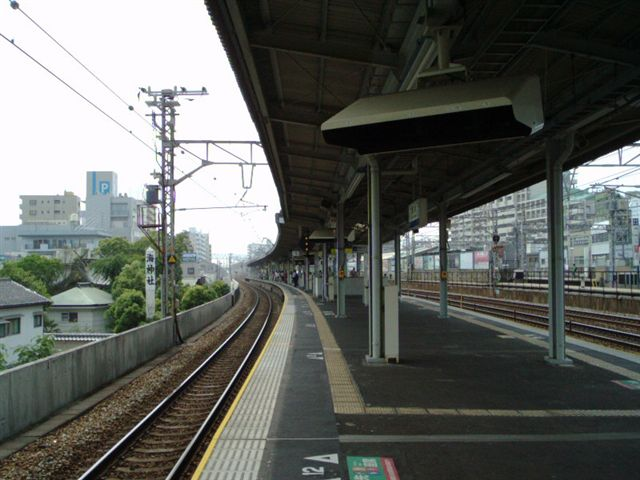
ホーム

直営駅であり高架駅。アーバンネットワークエリアに属し、ICOCA及び提携ICカードの利用が可能である。
列車線にホームが設けられず、電車線のみ島式1面2線のホームがある。ホームは20m級の車両で12両編成に対応している。分岐器や絶対信号機を持たないため停留所に分類される。普通と電車線経由の快速が停車する。なお、夜に運転される電車線経由の新快速は通過する。
東口と西口があり、西口にはエレベーターが設置されている。2005年3月17日のプリコ垂水（開業当時の名称はビエント垂水）の開業に伴いプリコ垂水口も新設された。
2011年（平成23年）2月9日に、ホーム上の電光掲示板が高彩度の物に交換された。また、安全対策として車掌がホームの安全確認をするためのモニターの交換および設置角度の変更がされている。

#### のりば

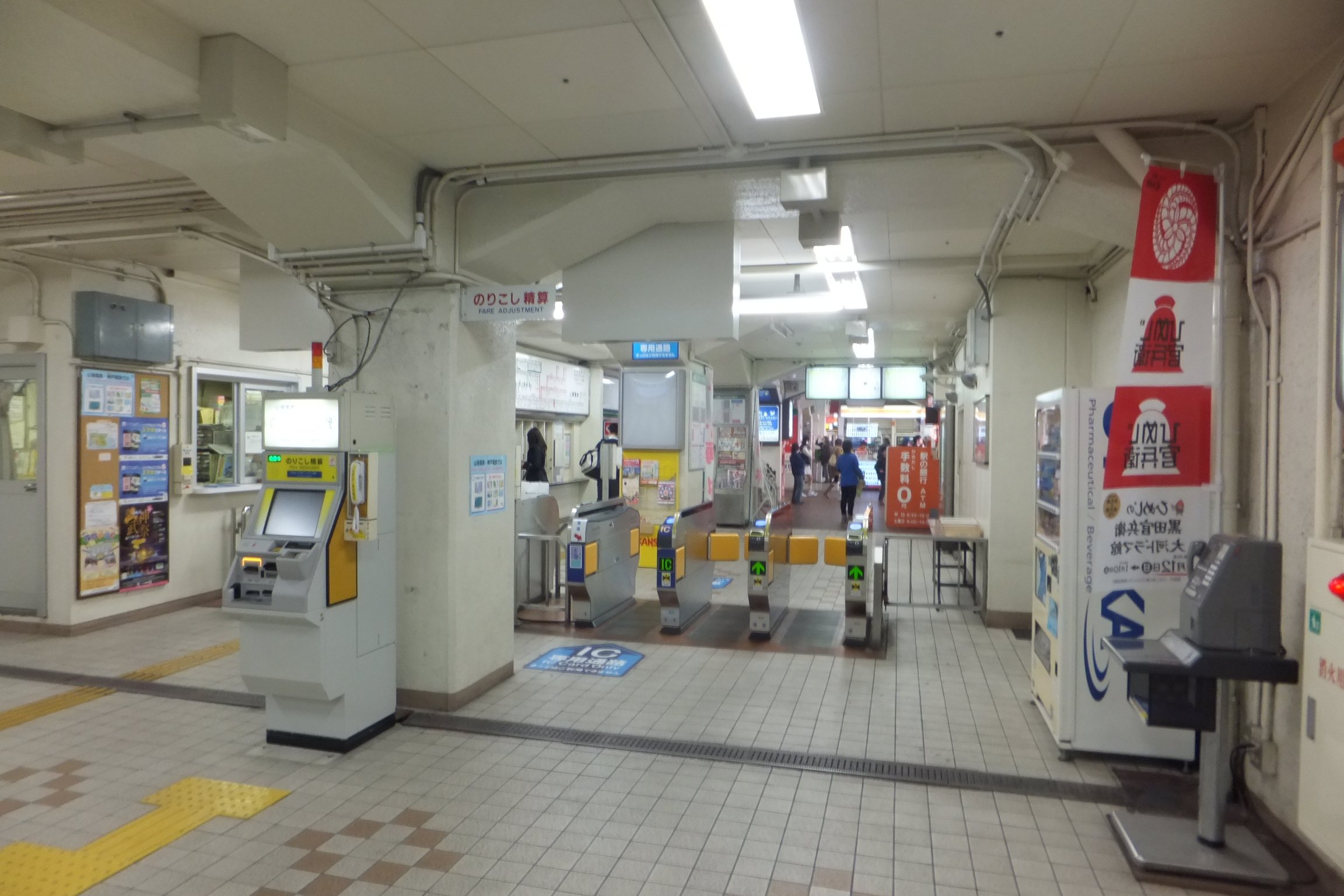
西側改札口
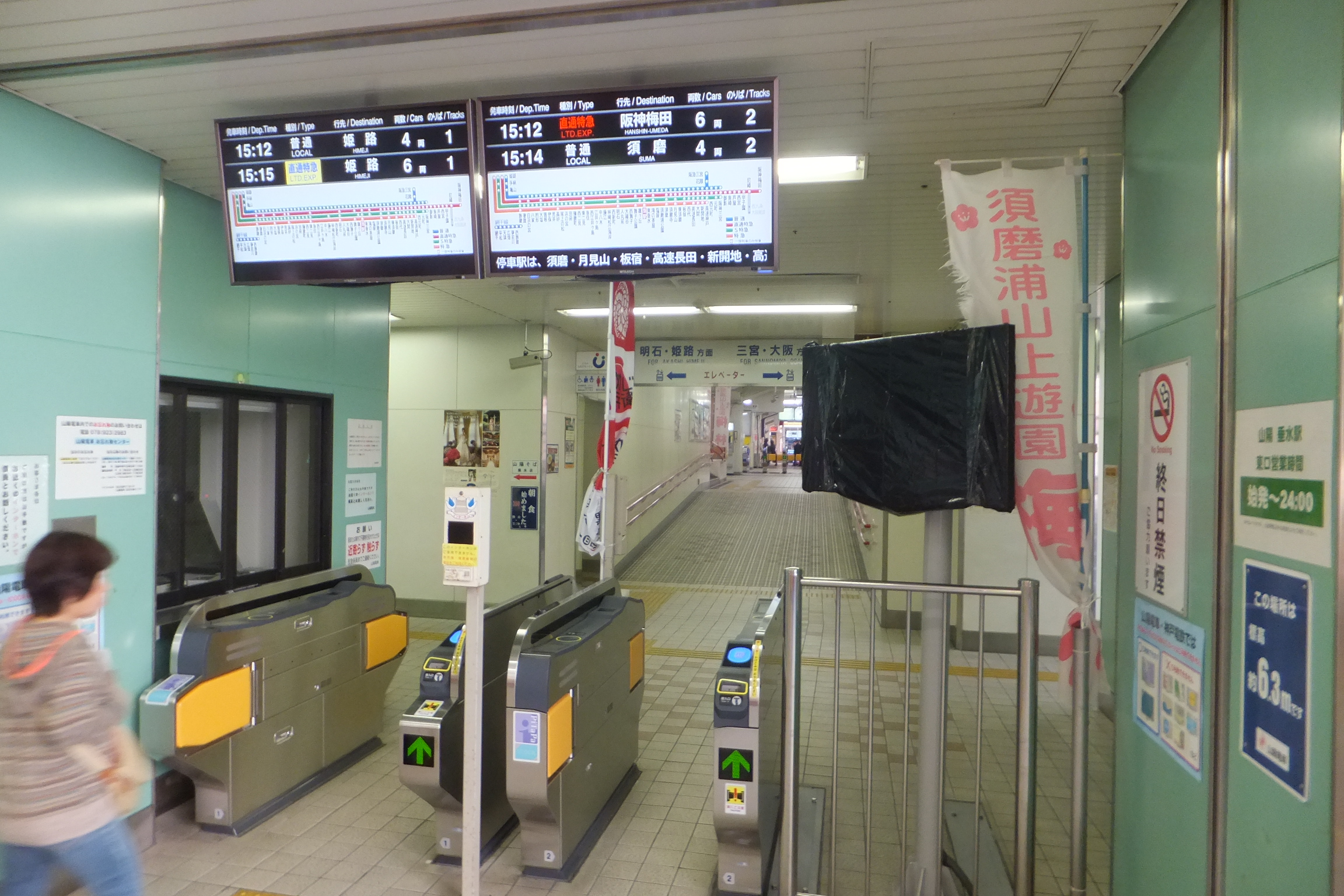
東側改札口
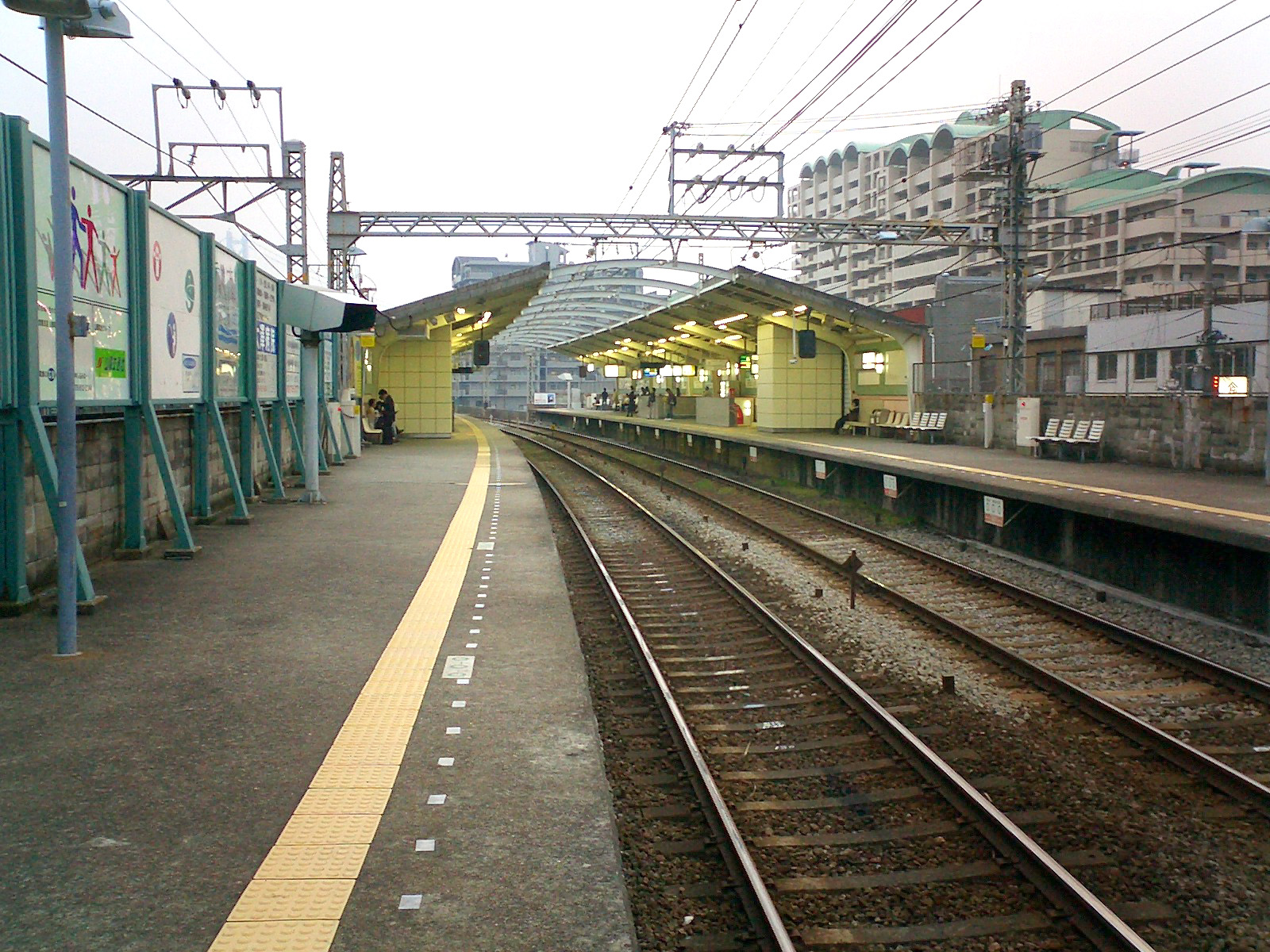
駅ホーム

| のりば | 路線     | 方向 | 行先                   |
| ------ | -------- | ---- | ---------------------- |
| 1      | JR神戸線 | 下り | 明石・姫路方面         |
| 2      | JR神戸線 | 上り | 三ノ宮・神戸・大阪方面 |

- 上表の路線名は旅客案内上の名称（愛称）で表記している。

### 山陽電気鉄道
相対式ホーム2面2線の高架駅。定期券販売所とローソン+フレンズ(西口・東口に一店舗ずつあるコンビニ)がある。ホームは19m車で6連対応。
改札口は地平にあり東西1ヵ所ずつ。西改札のみ駅員が配備されている。ホームは2階にあり、階段またはエレベーターで行くことができる。
スルッとKANSAIが発行するPiTaPaとその提携カードが使用可能。
バリアフリー工事がなされており、各ホームと改札階を結ぶエレベーター、こうべだれでもトイレ(多機能トイレ)が設置されている。
高架化される前は、島式ホーム2面4線を有する地上駅で、本線のほかに待避線を有する、追い抜き可能駅だった。高架化工事に合わせて、追い抜き駅は隣の霞ヶ丘駅に移転している。電車到着時に山陽バスの案内放送をしている。

#### のりば
| 乗り場 | 路線 | 方向 | 行先                     |
| ------ | ---- | ---- | ------------------------ |
| 1      | 本線 | 下り | 明石・姫路方面           |
| 2      | 本線 | 上り | 須磨・神戸三宮・梅田方面 |

- 西側改札口
- 東側改札口
- 駅ホーム

#### その他
- 山陽そば（立ち食いそば）

※駅構内・改札外からそれぞれ利用できるが、店内での通り抜けは改札設備がないためできない。
2018年10月に改装工事が行われ、リフォームされると同時にたい焼き売り場が増設された。

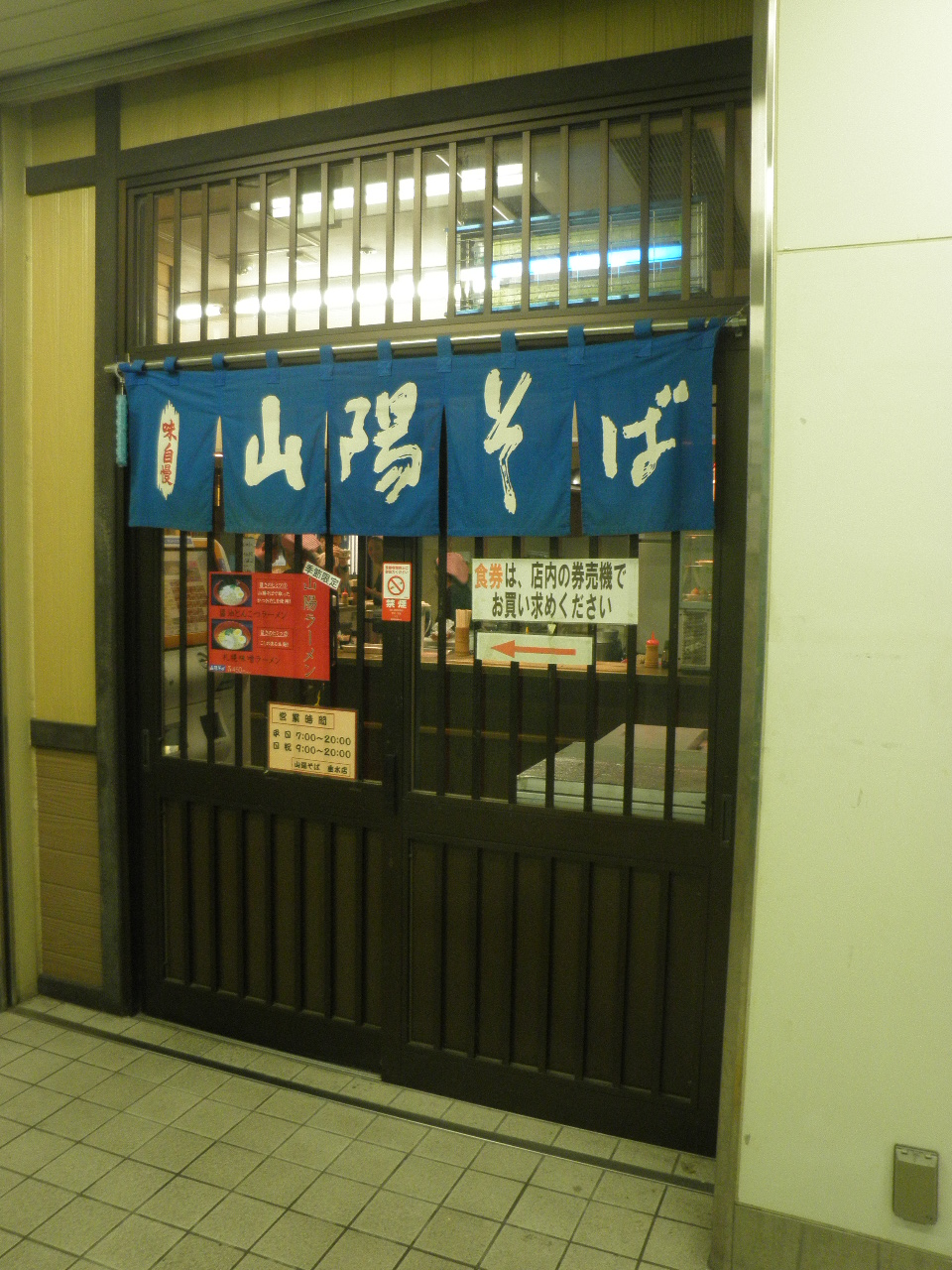
山陽そば

## 利用状況
- JR西日本 - 「兵庫県統計書[16]」によると、2023年（令和5年）度の1日平均乗車人員は26,864人で、これはJR西日本の駅では第28位であり、神戸市内の駅では三ノ宮駅・神戸駅・住吉駅・元町駅に次いで5番目である[17]。

また、新快速通過駅としては茨木駅・住吉駅・元町駅に次いで4番目である。
- 山陽電気鉄道 - 1日あたりの乗車人員 5,474人（2022年度）[神 1]

山陽電鉄内では山陽明石駅、山陽姫路駅、板宿駅、荒井駅に次いで5番目である。
以下に各年の乗車人員・乗降人員を示す。
| JR西日本 | JR西日本         | JR西日本 |
| 年度     | 1日平均 乗車人員 |          |
| -------- | ---------------- | -------- |
| 1999年   | 36,713           |          |
| 2000年   | 37,280           |          |
| 2001年   | 36,235           |          |
| 2002年   | 35,461           |          |
| 2003年   | 35,468           |          |
| 2004年   | 34,796           |          |
| 2005年   | 34,680           |          |
| 2006年   | 34,700           |          |
| 2007年   | 34,836           |          |
| 2008年   | 35,073           |          |
| 2009年   | 34,961           |          |
| 2010年   | 34,735           |          |
| 2011年   | 34,374           |          |
| 2012年   | 34,434           |          |
| 2013年   | 34,643           |          |
| 2014年   | 33,137           |          |
| 2015年   | 33,505           |          |
| 2016年   | 33,322           |          |
| 2017年   | 33,087           |          |
| 2018年   | 32,431           |          |
| 2019年   | 31,948           |          |
| 2020年   | 26,279           |          |
| 2021年   | 26,300           |          |
| 2022年   | 27,312           |          |
| 2023年   | 26,864           |          |

| 山陽電気鉄道 | 山陽電気鉄道 | 山陽電気鉄道 | 山陽電気鉄道 | 山陽電気鉄道    | 山陽電気鉄道    | 山陽電気鉄道    | 山陽電気鉄道    | 山陽電気鉄道 | 山陽電気鉄道 | 山陽電気鉄道 | 山陽電気鉄道 | 山陽電気鉄道 | 山陽電気鉄道 |
| 年度         | 乗車人員総数 | 乗車人員総数 | 乗車人員総数 | 内 定期利用者数 | 内 定期利用者数 | 内 定期利用者数 | 内 定期利用者数 | 出典         | 出典         | 出典         | 出典         | 出典         | 出典         |
| 年度         | 人/日        | 増減         | 順位         | 人/日           | 増減            | 利用率          | 順位            | 神           | 明           | 播           | 加           | 高           | 姫           |
| ------------ | ------------ | ------------ | ------------ | --------------- | --------------- | --------------- | --------------- | ------------ | ------------ | ------------ | ------------ | ------------ | ------------ |
| 1969(S44)    | 10,660       |              |              | 6,426           |                 | 60.28%          |                 | [ 神 2 ]     |              |              |              |              |              |
| 1970(S45)    | 11,536       | 8.22%        |              | 7,229           | 12.50%          | 62.66%          |                 | [ 神 2 ]     |              |              |              |              |              |
| 1971(S46)    | 12,506       | 8.41%        |              | 7,665           | 6.04%           | 61.29%          |                 | [ 神 2 ]     |              |              |              |              |              |
| 1972(S47)    | 13,561       | 8.43%        |              | 8,770           | 14.41%          | 64.67%          |                 | [ 神 2 ]     |              |              |              |              |              |
| 1973(S48)    | 13,670       | 0.80%        |              | 8,340           | -4.91%          | 61.01%          |                 | [ 神 2 ]     |              |              |              |              |              |
| 1974(S49)    | 14,108       | 3.20%        |              | 8,763           | 5.07%           | 62.11%          |                 | [ 神 2 ]     |              |              |              |              |              |
| 1975(S50)    | 13,570       | -3.81%       |              | 8,128           | -7.24%          | 59.90%          |                 | [ 神 2 ]     |              |              |              |              |              |
| 1976(S51)    | 12,155       | -10.43%      |              | 7,724           | -4.97%          | 63.55%          |                 | [ 神 2 ]     |              |              |              |              |              |
| 1977(S52)    | 11,906       | -2.05%       |              | 7,117           | -7.86%          | 59.77%          |                 | [ 神 3 ]     |              |              |              |              |              |
| 1978(S53)    | 11,647       | -2.18%       | 4/48         | 7,160           | 0.60%           | 61.48%          |                 | [ 神 3 ]     | [ 明 1 ]     | [ 播 1 ]     | [ 加 1 ]     | [ 高 1 ]     | [ 姫 1 ]     |
| 1979(S54)    | 11,513       | -1.15%       | 4/48         | 6,821           | -4.74%          | 59.24%          |                 | [ 神 3 ]     | [ 明 2 ]     | [ 播 1 ]     | [ 加 1 ]     | [ 高 1 ]     | [ 姫 2 ]     |
| 1980(S55)    | 10,849       | -5.77%       | 4/48         | 6,323           | -7.29%          | 58.28%          |                 | [ 神 3 ]     | [ 明 3 ]     | [ 播 1 ]     | [ 加 1 ]     | [ 高 1 ]     | [ 姫 2 ]     |
| 1981(S56)    | 11,182       | 3.07%        | 4/48         | 6,560           | 3.75%           | 58.66%          |                 | [ 神 3 ]     | [ 明 4 ]     | [ 播 2 ]     | [ 加 2 ]     | [ 高 1 ]     | [ 姫 2 ]     |
| 1982(S57)    | 10,932       | -2.24%       | 4/48         | 6,438           | -1.85%          | 58.90%          |                 | [ 神 4 ]     | [ 明 5 ]     | [ 播 2 ]     | [ 加 2 ]     | [ 高 2 ]     | [ 姫 2 ]     |
| 1983(S58)    | 10,951       | 0.18%        | 4/48         | 6,466           | 0.43%           | 59.04%          |                 | [ 神 4 ]     | [ 明 5 ]     | [ 播 2 ]     | [ 加 2 ]     | [ 高 3 ]     | [ 姫 2 ]     |
| 1984(S59)    | 10,386       | -5.15%       | 4/48         | 6,126           | -5.25%          | 58.98%          |                 | [ 神 4 ]     | [ 明 5 ]     | [ 播 2 ]     | [ 加 2 ]     | [ 高 3 ]     | [ 姫 3 ]     |
| 1985(S60)    | 9,929        | -4.41%       | 4/48         | 5,764           | -5.90%          | 58.06%          |                 | [ 神 4 ]     | [ 明 5 ]     | [ 播 2 ]     | [ 加 2 ]     | [ 高 3 ]     | [ 姫 3 ]     |
| 1986(S61)    | 9,614        | -3.17%       | 4/48         | 5,496           | -4.66%          | 57.17%          |                 | [ 神 4 ]     | [ 明 5 ]     | [ 播 2 ]     | [ 加 3 ]     | [ 高 3 ]     | [ 姫 3 ]     |
| 1987(S62)    | 9,342        | -2.82%       | 4/48         | 5,326           | -3.09%          | 57.01%          |                 | [ 神 5 ]     | [ 明 6 ]     | [ 播 2 ]     | [ 加 3 ]     | [ 高 3 ]     | [ 姫 3 ]     |
| 1988(S63)    | 9,153        | -2.02%       | 4/48         | 5,288           | -0.72%          | 57.77%          |                 | [ 神 5 ]     | [ 明 6 ]     | [ 播 2 ]     | [ 加 3 ]     | [ 高 3 ]     | [ 姫 4 ]     |
| 1989(H01)    | 9,301        | 1.62%        |              | 5,173           | -2.18%          | 55.61%          |                 | [ 神 5 ]     | [ 明 6 ]     | [ 播 2 ]     | [ 加 3 ]     | [ 高 4 ]     | [ 姫 4 ]     |
| 1990(H02)    | 9,055        | -2.65%       | 4/48         | 4,901           | -5.24%          | 54.13%          |                 | [ 神 5 ]     | [ 明 6 ]     | [ 播 3 ]     | [ 加 3 ]     | [ 高 4 ]     | [ 姫 4 ]     |
| 1991(H03)    | 8,797        | -2.84%       |              | 4,685           | -4.42%          | 53.25%          |                 | [ 神 5 ]     | [ 明 7 ]     | [ 播 3 ]     | [ 加 4 ]     | [ 高 4 ]     | [ 姫 4 ]     |
| 1992(H04)    | 8,334        | -5.26%       | 4/48         | 4,523           | -3.45%          | 54.27%          |                 | [ 神 6 ]     | [ 明 7 ]     | [ 播 4 ]     | [ 加 4 ]     | [ 高 4 ]     | [ 姫 4 ]     |
| 1993(H05)    | 8,093        | -2.89%       | 4/48         | 4,405           | -2.60%          | 54.43%          |                 | [ 神 6 ]     | [ 明 7 ]     | [ 播 4 ]     | [ 加 4 ]     | [ 高 5 ]     | [ 姫 5 ]     |
| 1994(H06)    | 6,655        | -17.77%      | 5/48         |                 |                 |                 |                 | [ 神 6 ]     | [ 明 7 ]     | [ 播 4 ]     | [ 加 4 ]     | [ 高 5 ]     | [ 姫 5 ]     |
| 1995(H07)    | 6,688        | 0.49%        | 5/48         | 3,068           |                 | 45.88%          |                 | [ 神 6 ]     | [ 明 7 ]     | [ 播 4 ]     | [ 加 5 ]     | [ 高 5 ]     | [ 姫 5 ]     |
| 1996(H08)    | 7,167        | 7.17%        | 4/48         | 3,773           | 22.95%          | 52.64%          |                 | [ 神 6 ]     | [ 明 8 ]     | [ 播 4 ]     | [ 加 5 ]     | [ 高 5 ]     | [ 姫 5 ]     |
| 1997(H09)    | 6,778        | -5.43%       | 4/48         | 3,638           | -3.56%          | 53.68%          |                 | [ 神 7 ]     | [ 明 8 ]     | [ 播 4 ]     | [ 加 5 ]     | [ 高 6 ]     | [ 姫 5 ]     |
| 1998(H10)    | 6,488        | -4.28%       | 4/48         | 3,512           | -3.46%          | 54.14%          |                 | [ 神 7 ]     | [ 明 8 ]     | [ 播 4 ]     | [ 加 5 ]     | [ 高 6 ]     | [ 姫 6 ]     |
| 1999(H11)    | 6,290        | -3.04%       | 4/48         | 3,397           | -3.28%          | 54.01%          |                 | [ 神 7 ]     | [ 明 8 ]     | [ 播 4 ]     | [ 加 5 ]     | [ 高 6 ]     | [ 姫 6 ]     |
| 2000(H12)    | 6,175        | -1.83%       | 4/48         | 3,247           | -4.44%          | 52.57%          |                 | [ 神 7 ]     | [ 明 8 ]     | [ 播 4 ]     | [ 加 6 ]     | [ 高 6 ]     | [ 姫 6 ]     |
| 2001(H13)    | 5,866        | -5.01%       | 4/48         | 3,112           | -4.14%          | 53.06%          |                 | [ 神 7 ]     | [ 明 9 ]     | [ 播 5 ]     | [ 加 6 ]     | [ 高 6 ]     | [ 姫 6 ]     |
| 2002(H14)    | 5,682        | -3.13%       | 4/48         | 2,981           | -4.23%          | 52.46%          |                 | [ 神 8 ]     | [ 明 9 ]     | [ 播 5 ]     | [ 加 6 ]     | [ 高 6 ]     | [ 姫 6 ]     |
| 2003(H15)    | 5,562        | -2.12%       | 4/48         | 2,885           | -3.22%          | 51.87%          |                 | [ 神 8 ]     | [ 明 9 ]     | [ 播 5 ]     | [ 加 6 ]     | [ 高 6 ]     | [ 姫 7 ]     |
| 2004(H16)    | 5,452        | -1.97%       | 5/49         | 2,896           | 0.38%           | 53.12%          |                 | [ 神 8 ]     | [ 明 9 ]     | [ 播 5 ]     | [ 加 6 ]     | [ 高 7 ]     | [ 姫 7 ]     |
| 2005(H17)    | 5,441        | -0.20%       | 4/49         | 2,852           | -1.51%          | 52.42%          |                 | [ 神 8 ]     | [ 明 9 ]     | [ 播 5 ]     | [ 加 7 ]     | [ 高 7 ]     | [ 姫 7 ]     |
| 2006(H18)    | 5,452        | 0.20%        | 4/49         | 2,866           | 0.48%           | 52.56%          |                 | [ 神 8 ]     | [ 明 10 ]    | [ 播 5 ]     | [ 加 7 ]     | [ 高 7 ]     | [ 姫 7 ]     |
| 2007(H19)    | 5,427        | -0.45%       | 4/49         | 2,866           | 0.00%           | 52.80%          |                 | [ 神 9 ]     | [ 明 10 ]    | [ 播 6 ]     | [ 加 7 ]     | [ 高 7 ]     | [ 姫 7 ]     |
| 2008(H20)    | 5,397        | -0.56%       | 4/49         | 2,877           | 0.38%           | 53.30%          |                 | [ 神 9 ]     | [ 明 10 ]    | [ 播 6 ]     | [ 加 7 ]     | [ 高 7 ]     | [ 姫 8 ]     |
| 2009(H21)    | 5,225        | -3.20%       | 5/49         | 2,792           | -2.95%          | 53.43%          |                 | [ 神 9 ]     | [ 明 10 ]    | [ 播 6 ]     | [ 加 7 ]     | [ 高 7 ]     | [ 姫 8 ]     |
| 2010(H22)    | 5,112        | -2.15%       | 5/49         | 2,718           | -2.65%          | 53.16%          |                 | [ 神 9 ]     | [ 明 10 ]    | [ 播 6 ]     | [ 加 8 ]     | [ 高 7 ]     | [ 姫 8 ]     |
| 2011(H23)    | 5,115        | 0.05%        | 5/49         | 2,726           | 0.30%           | 53.29%          |                 | [ 神 9 ]     | [ 明 11 ]    | [ 播 6 ]     | [ 加 8 ]     | [ 高 8 ]     | [ 姫 8 ]     |
| 2012(H24)    | 5,227        | 2.20%        | 5/49         | 2,767           | 1.51%           | 52.94%          |                 | [ 神 10 ]    | [ 明 11 ]    | [ 播 6 ]     | [ 加 8 ]     | [ 高 8 ]     | [ 姫 8 ]     |
| 2013(H25)    | 5,356        | 2.46%        | 5/49         | 2,868           | 3.66%           | 53.55%          |                 | [ 神 10 ]    | [ 明 11 ]    | [ 播 7 ]     | [ 加 8 ]     | [ 高 8 ]     | [ 姫 9 ]     |
| 2014(H26)    | 5,241        | -2.15%       | 5/49         | 2,838           | -1.05%          | 54.16%          |                 | [ 神 10 ]    | [ 明 11 ]    | [ 播 7 ]     | [ 加 9 ]     | [ 高 8 ]     | [ 姫 9 ]     |
| 2015(H27)    | 5,603        | 6.90%        | 5/49         | 2,995           | 5.50%           | 53.45%          |                 | [ 神 11 ]    | [ 明 11 ]    | [ 播 8 ]     | [ 加 10 ]    | [ 高 8 ]     | [ 姫 10 ]    |
| 2016(H28)    | 5,567        | -0.64%       | 5/49         | 3,011           | 0.55%           | 54.08%          |                 | [ 神 11 ]    | [ 明 12 ]    | [ 播 8 ]     | [ 加 10 ]    | [ 高 8 ]     | [ 姫 10 ]    |
| 2017(H29)    | 5,638        | 1.28%        | 5/49         | 3,055           | 1.46%           | 54.18%          | 6/49            | [ 神 11 ]    | [ 明 12 ]    | [ 播 8 ]     | [ 加 10 ]    | [ 高 8 ]     | [ 姫 10 ]    |
| 2018(H30)    | 5,734        | 1.70%        | 5/49         | 3,151           | 3.14%           | 54.95%          | 6/49            | [ 神 11 ]    | [ 明 12 ]    | [ 播 8 ]     | [ 加 10 ]    | [ 高 9 ]     | [ 姫 10 ]    |
| 2019(R01)    | 5,746        | 0.48%        |              | 3,240           | 3.13%           | 56.40%          |                 | [ 神 1 ]     |              |              |              |              |              |
| 2020(R02)    | 4,940        | -14.27%      |              | 2,978           | -8.35%          | 60.29%          |                 | [ 神 1 ]     |              |              |              |              |              |
| 2021(R03)    | 5,107        | 3.38%        |              | 3,014           | 1.20%           | 59.01%          |                 | [ 神 1 ]     |              |              |              |              |              |
| 2022(R04)    | 5,474        | 7.19%        |              | 3,123           | 3.64%           | 57.06%          |                 | [ 神 1 ]     |              |              |              |              |              |

## 駅周辺
駅周辺は垂水区役所や区を代表する図書館垂水図書館が位置するレバンテ垂水がある。特に駅北側には賑やかな商店街が広がる。
駅南側に海神社が隣接。その南は国道2号を隔てて海があり、海岸には垂水漁港（神戸港）・マリンピア神戸（三井アウトレットパーク マリンピア神戸)がある。駅近くのバス停は三井アウトレットパーク マリンピア神戸へ、向かう無料シャトルバスが毎日運行中(事情によっては運行停止をしている可能性あり)、毎日バス停に10人程度の人が並んでいるのが分かる。駅の東西両面から垂水区北部の住宅地に向かう道路がのび、このうち東側を「長坂垂水線(県道488号線)」・西側を「商大筋」という。商大筋という名称は、かつて沿線に存在した神戸商科大学（現兵庫県立大学）にちなんだものであり、1990年（平成2年）の移転後もこの名前で呼ばれる。
高架下にはショッピングモールがある。

### 駅前再開発
駅北側の商店街付近の道路が狭い、東口側バス停が駅から離れ分かりにくい、などの問題を解消するため、1990年代から再開発が行なわれた。再開発により東口側に「レバンテ垂水（1 - 3番館）」、西口側に「ウエステ垂水」の再開発ビルが建設。また並行して西口・東口のバスターミナルの整備が行われた。
依然再開発がおこなわれていない垂水駅前中央地区は、商店街の中にあったダイエー垂水店が、2005年10月をもって閉店するなどし地盤沈下が激しくなったことから、ダイエーのあった中央地区の中の東地区が単独で再開発計画を神戸市に提出した。しかしながら、中央地区全体地域のまちづくりという観点から神戸市は東地区単独の再開発は認めず廃案となったが、2010年6月に垂水駅前中央地区市街地再開発準備組合が設立され再開発実行に向けて意思決定を急ぐ方針である。

### 駅構内

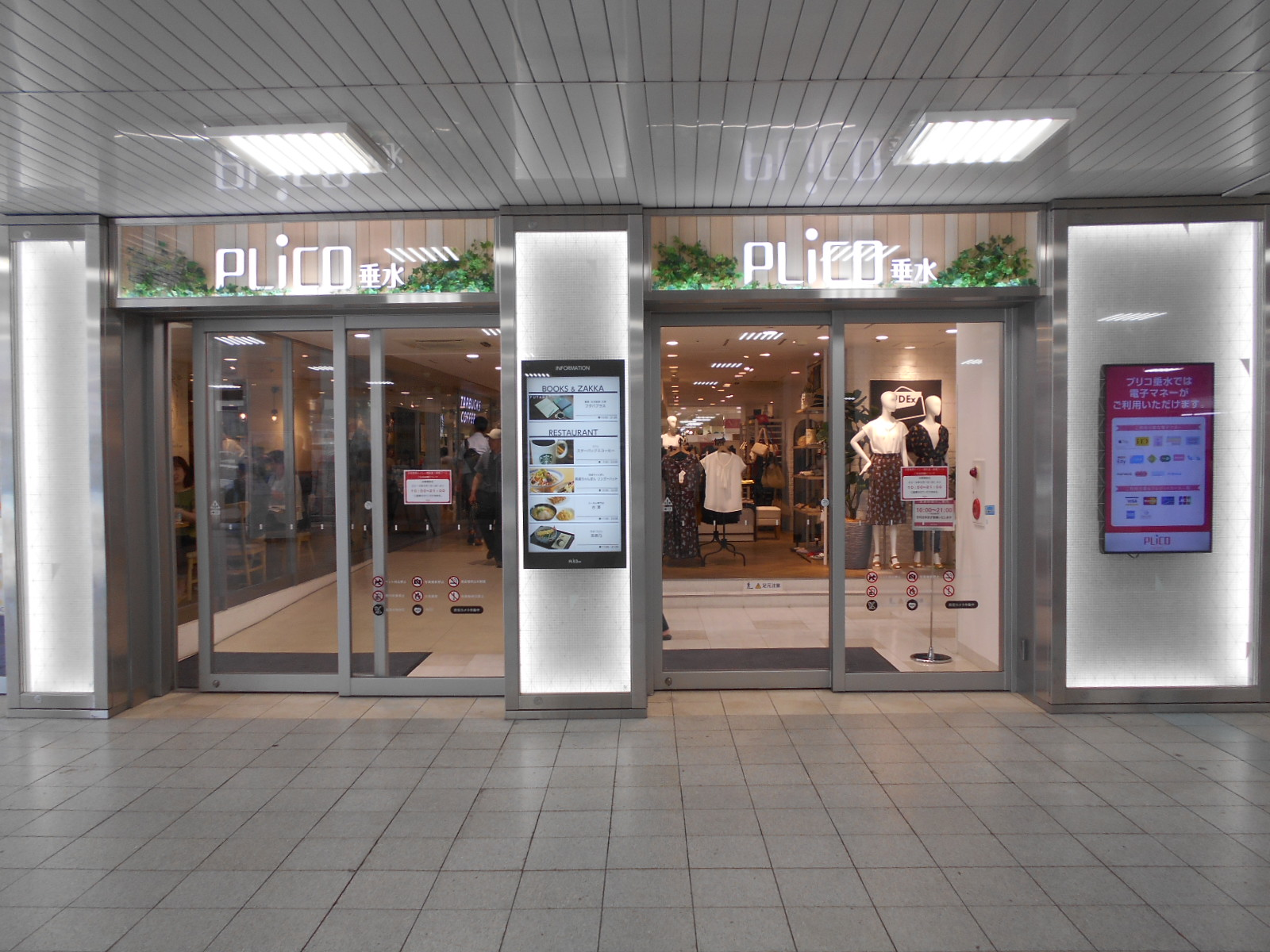
プリコ垂水（2019年7月）

- プリコ垂水（JR高架下） - 旧JRたるせん[1]。2005年3月17日「ビエント垂水」としてリニューアルオープン[1]。2012年4月1日「プリコ垂水」に名称変更。（運営はJR西日本アーバン開発）
- モルティたるみ（山陽高架下） - 旧山陽たるせん[1]。2004年12月3日リニューアルオープン[1]。

### 駅北側
- ウエステ垂水(垂水駅前西地区再開発ビル)
  - 大阪王将垂水店
  - イオン垂水店
- レバンテ垂水（垂水駅前東地区再開発ビル）[2]
  - コープこうべ垂水店
  - ライフスポーツKTV
- 神戸垂水センター街
  - メガネの三城垂水店
  - 三井住友銀行垂水支店
  - みなと銀行垂水支店
  - みずほ銀行垂水支店
  - 日新信用金庫垂水支店
- ダイソー神戸垂水店
- 垂水駅バスターミナル
（ウエステ垂水前・垂水駅西口側）
- 垂水東口バスターミナル
（レバンテ垂水前・垂水駅東口側）
- 神戸天ノ下郵便局
- 神戸市立垂水小学校
- 商大筋

### 駅南側
- 海神社（綿津見神社）
- 垂水漁港（神戸港）
- ジャンボカラオケ広場垂水駅前店
- 白木屋垂水駅前店
- マリンピア神戸
  - 神戸市立水産体験学習館
  - 三井アウトレットパーク マリンピア神戸
  - 神戸フィッシャリーナ（海の駅）
- SPA専 太平のゆ（スーパー銭湯）
- 国道2号

## バス路線
各路線の詳細は各バス事業者の記事を参照。
| 発着場所               | 運行事業者 | 系統・行先 | 備考 |
| ---------------------- | ---------- | --- | --- |
| 垂水駅バスターミナル   | 山陽バス   | 1：霞ヶ丘・歌敷山方面循環 2・4・8：清水が丘 3：ゴルフ場 5：名谷駅 6：西舞子方面循環 7：多聞団地方面循環 48・171：学が丘・学園都市駅 59：舞子駅 環：星陵高校前・ゴルフ場・上高丸団地方面循環 | 「48」「59」「171」は神戸市バス・山陽バスの共同運行路線。「48」は全便山陽バスが、「171」は全便神戸市バスが担当 |
| 垂水東口バスターミナル | 山陽バス   | 10：上千鳥 11：学が丘・学園都市駅 12・13：名谷駅 23：つつじが丘・掖済会病院 30：美山台・塩屋北町方面循環 57：王居殿・青山台方面循環                                                         | 「57」は神戸市バス・山陽バスの共同運行路線                                                                     |
| 垂水西側ロータリー     | 山陽バス   | 三井アウトレットパークマリンピア神戸行き無料バス | 土曜日・日曜日・祝日および多客期のみ                                                                           |

## 隣の駅
西日本旅客鉄道（JR西日本）
 JR神戸線（山陽本線）
■新快速・■快速（列車線経由、朝の上りのみ運転）
通過
■快速（電車線経由）
須磨駅 (JR-A68) - 垂水駅 (JR-A70) - 舞子駅 (JR-A71)
■普通（JR東西線・学研都市線内で区間快速となる列車を含む）
塩屋駅 (JR-A69) - 垂水駅 (JR-A70) - 舞子駅 (JR-A71)
山陽電気鉄道
本線
■直通特急（下記以外）・■特急
山陽須磨駅 (SY 06) - 山陽垂水駅 (SY 11) - 舞子公園駅 (SY 13)
■直通特急（朝までの上り・夕ラッシュ以降の下り）
滝の茶屋駅 (SY 09) - 山陽垂水駅 (SY 11) - 舞子公園駅 (SY 13)
■S特急
滝の茶屋駅 (SY 09) - 山陽垂水駅 (SY 11) - 霞ヶ丘駅 (SY 12)
■普通
東垂水駅 (SY 10) - 山陽垂水駅 (SY 11) - 霞ヶ丘駅 (SY 12)
- 1951年まで、当駅と歌敷山駅（1964年に霞ヶ丘駅と入れ替わりに廃止）の間に五色山駅が存在した。